# خداشناسی زیست‌محیطی
خداشناسی زیست‌محیطی (به انگلیسی: Environmental theology)، به «رابطه خدا و محیط و انتظارات الهی از رفتار انسان در رابطه با محیط زیست» مربوط می‌شود.
تمایز روشنی بین خداشناسی زیست‌محیطی و بوم‌خداشناسی وجود ندارد، اگرچه اصطلاح خداشناسی زیست‌محیطی ممکن است نشان‌دهنده خداشناسی باشد که در آن اخلاق زیست‌محیطی پیش از درک شخص از معنای خدا ایجاد شده‌است.